# Andrej Kawaljou (Eishockeyspieler)
Andrej Robertawitsch Kawaljou (belarussisch Андрэй Робертавіч Кавалёў, russisch Андрей Робертович Ковалёв/Andrei Robertowitsch Kowaljow; * 2. April 1966 in Wizebsk, Weißrussische SSR) ist ein ehemaliger belarussischer Eishockeyspieler. Mit der belarussischen Eishockeynationalmannschaft nahm er an den Olympischen Winterspielen 1998 teil. Seit seinem Karriereende arbeitet er als Trainer.

## Karriere

### Als Spieler
Kawaljou wurde beim NHL Entry Draft 1990 in der sechsten Runde an 114. Stelle durch die Washington Capitals ausgewählt. Bis dahin hatte er seit 1984 in der sowjetischen Liga bei Dinamo Minsk und Dynamo Moskau gespielt. In den Jahren 1991 bis 1993 versuchte er sich in den USA und Kanada, schaffte aber den Sprung in die NHL nicht. So wechselte er zur Saison 1993/94 in die deutsche 1. Liga zu den Schwenninger Wild Wings. Mit ihnen gelang ihm auch die erste Saison in der neu gegründeten Deutschen Eishockey Liga.
Zu Beginn der Saison 1995/96 hatte er ein kurzes Gastspiel beim SC Bern, bevor er zu den Krefeld Pinguinen wieder in die DEL wechselte. Hier avancierte er in den nächsten fünf Saisons zum Top-Torschützen und Publikumsliebling. 2000 wechselte er zu den Revierlöwen Oberhausen und spielte hier noch eine weitere Saison, ehe er seine Karriere in der 2. Bundesliga beim SC Bietigheim-Bissingen ausklingen ließ. Diese beendete er nach einer letzten Saison 2005/06 bei den Heilbronner Falken mit der Ankündigung sich zukünftig in seiner belarussischen Heimat niederzulassen und als Trainer tätig zu werden.
Entgegen seiner Ankündigung spielte er in der Saison 2006/07 für den belarussischen Verein HK Junost Minsk. Nach acht Spielen in der folgenden Spielzeit beendete er seine Karriere endgültig.

### Als Trainer
In der Saison 2009/10 war Kawaljou Cheftrainer bei China Dragon aus der ALIH und parallel Nationaltrainer der chinesischen Nationalmannschaft, mit der er an der Weltmeisterschaft 2010 der Division II teilnahm. In der folgenden Saison betreute er hauptamtlich das MHL-Juniorenteam von Dinamo Minsk, die Minskije Subry.
In der Saison 2012/13 war er Cheftrainer der Mannschaft des RZOP Raubitschy, dem Nachwuchsleistungszentrum Belarus’, in der zweiten belarussischen Spielklasse, parallel dazu Cheftrainer der belarussischen U18-Nationalmannschaft. Ab 2014 war er Assistenztrainer beim KHL-Team von Dinamo Minsk, ehe er im Oktober 2015 nach dem Abgang von Ľubomír Pokovič zum Cheftrainer befördert wurde und dieses Amt bis zum Ende der Saison bekleidete.

## Erfolge und Auszeichnungen
- 1986 Goldmedaille bei der Junioren-Weltmeisterschaft